# Жекупино
Жекупино — деревня в Новоржевском районе Псковской области России. Входит в состав Новоржевской волости. Численность населения деревни по состоянию на конец 2000 года составляла 64 жителя.

## География
Расположена в 2 км к юго-западу от города Новоржев и в 6 км к северо-западу от деревни Макарово. С севера примыкает к деревне Высокое.

## История
С 1995 до 2005 года деревня входила в состав Оршанской волости. С 2006 до 2015 года входила в состав Макаровской волости.

## Население
| 2001 | 2002 | 2010 |
| ---- | ---- | ---- |
| 64   | ↗65  | ↘52  |

## Известные жители
Полный кавалер ордена Славы Александр Иванович Евдокимов родился 13 октября 1920 в деревне Жекупино.